# Marko Marulić
Marko Marulić, hrvaški renesančni humanist, pesnik in pisatelj, (latinsko Marcus Marulus, italijansko Marco Marulo), * 18. avgust 1450, Split, † 5. januar 1524, Split.
Marulić je pisal moralno-filozofska dela v latinščini. Njegova dela (De institutione bene vivendi per exemple sanctorum (1498), Evangelistarium (1500), Davidas in druga) so nekoč prevajali v številne zahodnoevropske jezike.
Izmed njegovih del, napisanih v hrvaščini, je najboljši in najbolj znan moralistično-alegorični ep Judita (nastal 1501, natisnjen 1521) in spev Suzana.
Marulić se je ukvarjal tudi s proučevanjem klasične kulture in slikarstvom.